# Taqiabad
Taqiabad (em persa: تقي اباد, também romanizada como Taqīābād; também conhecida como Takīābād) é uma aldeia do distrito rural de Esfandar, no condado de Abarkuh, na província de Yazd, Irã.
No censo de 2006, sua população era de 255 habitantes, em 66 famílias.